# Obuse
Obuse (小布施町?) è una cittadina giapponese della prefettura di Nagano.